# Supercopa andorrana 2017
La Supercopa andorrana 2017 è stata la quindicesima edizione della supercopa andorrana di calcio.
La partita è stata giocata dall'FC Santa Coloma, vincitore del campionato, e dall'UE Santa Coloma, vincitore della coppa nazionale.
L'incontro si è giocato il 10 settembre 2017 all'Estadi Comunal d'Andorra la Vella e ha visto prevalere l'FC Santa Coloma col punteggio di 1-0.

## Tabellino
| Arbitro: | Carvalho da Costa |

|                  |           |  |
| San Nicolás 113’ | Marcatori |  |